# Escadrille Spa.49
O Escadrille Spa49 (também conhecido como Escadrille MS49, Escadrille N49) foi um esquadrão dos Serviços Aéreos Franceses ativo durante a Primeira Guerra Mundial, de 1915 a 1918. Creditado com 37 vitórias aéreas sobre aeronaves alemãs, ganhou uma citação de unidade em 8 de novembro de 1918.

## Oficiais comandantes
- Capitaine Constantin Zarapoff: 18 de abril de 1915
- Capitaine Jules de Boutiny: 22 de maio de 1916
- Capitaine Charles Taver: 17 de fevereiro de 1918
- Tenente Roger Labauve: 8 de novembro de 1918.[1]

## Membros notáveis
- Capitaine Paul Gastin
- Sous tenente Jean G. Bouyer
- Adjutant Paul Hamot[1]